# Скотт, Перси
Перси Скотт, 1-й баронет (1853—1924) — адмирал Королевского военно-морского флота Великобритании.

## Биография
Перси Скотт родился 10 июля 1853 года в городе Лондоне. Избрал военную карьеру.

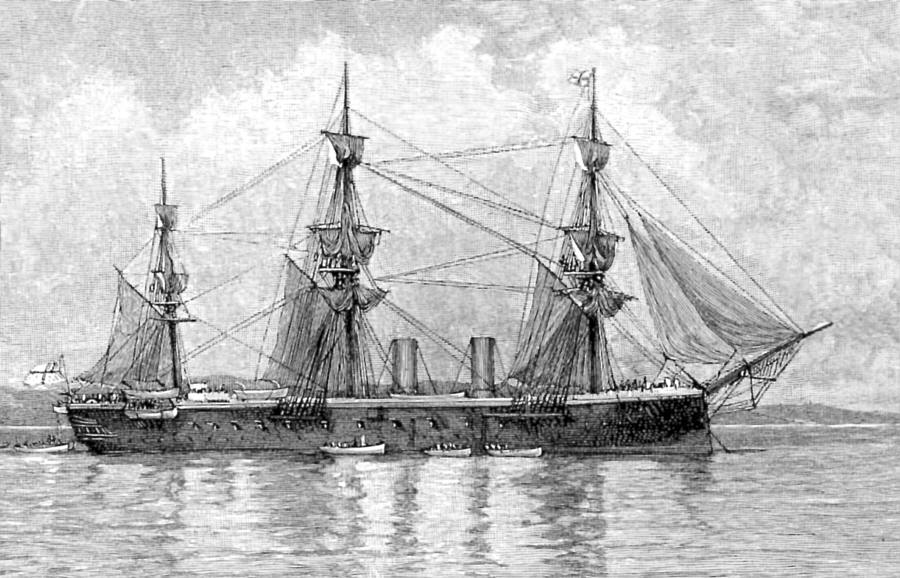
«HMS Inconstant (1868)»

В 1872 году был произведён в мичманы и в следующем году принял участие в войне с ашантиями, в 1875 году сражался с пиратами в Конго, в 1882 году принимал участие в войне с Египтом в должности артиллерийского офицера на корабле «Inconstant».
Произведённый в капитаны второго ранга, в 1887 году окончил курс Королевской морской академии и в 1894 году был произведён в капитаны первого ранга. В этом чине Перси обратил на себя внимание командования постановкой артиллерийских стрельб на вверенном им крейсере «Scilla», который на призовой стрельбе 1899 года выбил 80 % попаданий, в то время как 136 остальных судов английского флота выбили меньше трети.
В том же году Перси был назначен командиром крейсера «Terrible» и, идя на Восток, был задержан в Африке из-за начавшейся войны с бурами. Здесь он вновь отличился доставив осажденному Ледисмиту морскую 120-миллимировую пушку, для которой Перси самостоятельно разработал специальный лафет. Орудие это успешно боролось с известной пушкой буров прозванную «Длинный Том», что существенно помогло освободить Ледисмита. В награду за эту услугу военное и морское министерства Британской империи наградили Скотта Перси почетными званиями.

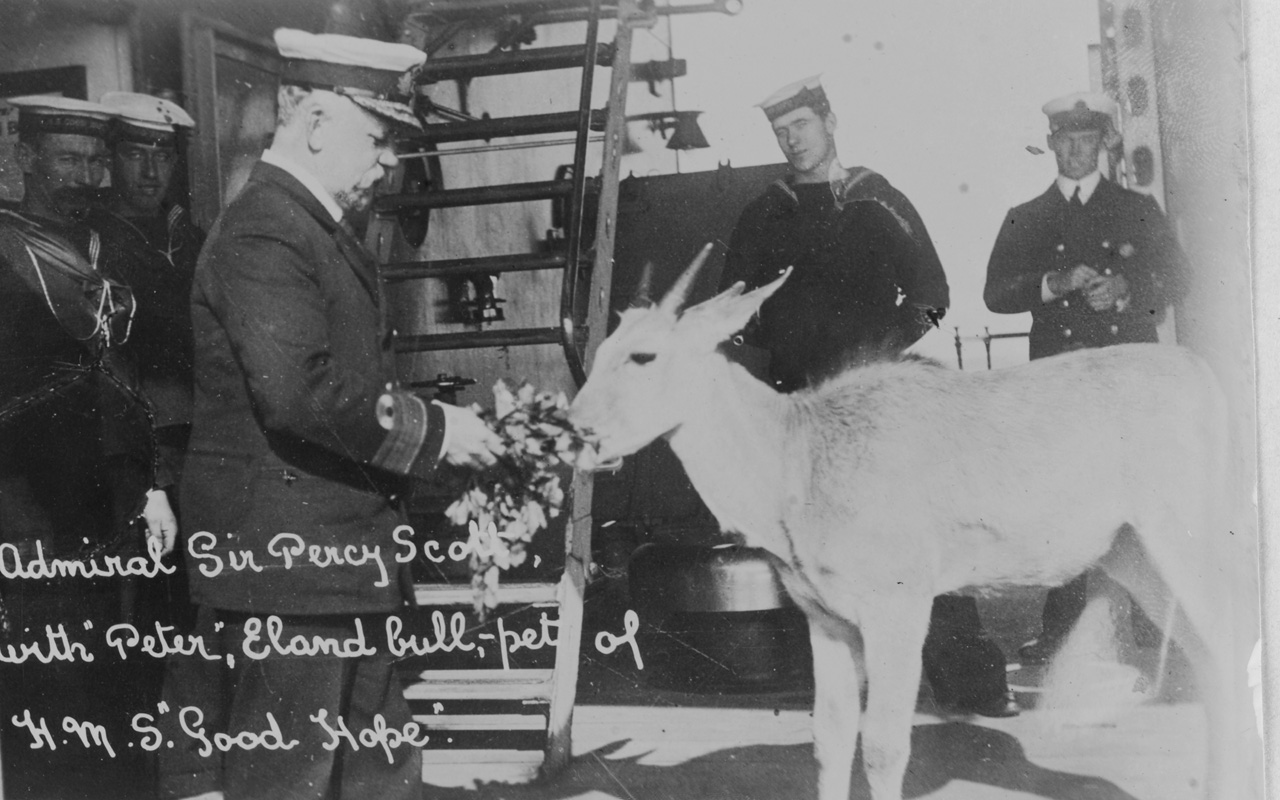
Перси на корабле «Good Hope»

В марте 1900 года крейсер «Terrible» отправился к берегам Китая, где было в разгаре Ихэтуаньское восстание, и в том же году на состязательной стрельбе наводчиков выбил из шестидюймовой пушки 77 %, в то время как все 177 кораблей английского флота выбили лишь 32 %. То же повторилось и в следующем году, когда соответствующие цифры были: для «Terrible» 80 %, для остального флота — 36 %. Удивительные результаты, достигнутые Перси, прославили его имя и когда, под влиянием уроков русско-японской войны, в 1905 году было решено создать инспекции морской артиллерийской стрельбы для усовершенствования этого дела в английском флоте, то первым инспектором был назначен Перси, произведённый в том же году в контр-адмиралы.
Деятельность Перси на новой должности оказалась столь же блестящей, как и ранее, при организации стрельб на отдельных судах. В 1913 году, зная, что ему, как долгое время не выходившему в море, придется к установленному законом сроку, то есть в марте 1914 года, выйти в отставку, и не желая задерживать производство своих младших товарищей, Перси, произведённый уже в чин полного адмирала, подал в отставку.

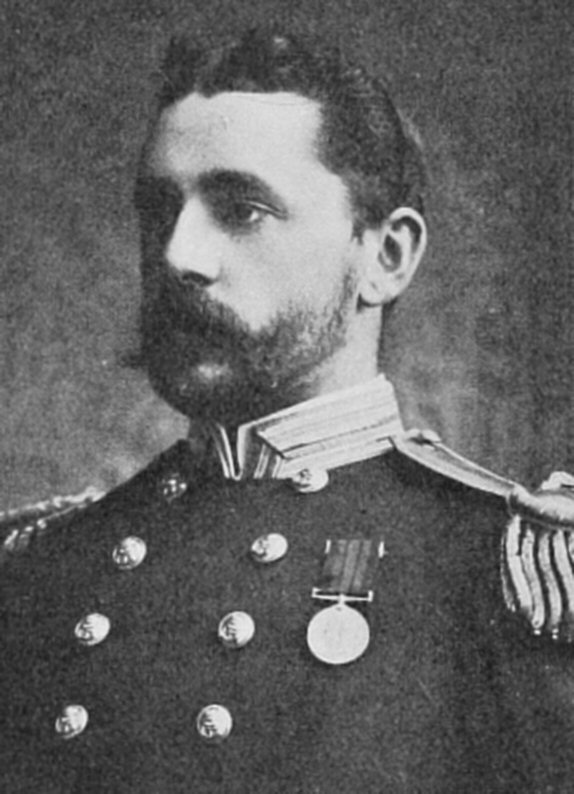
Капитан Перси Скотт

Отставка Перси произвела сенсацию, так как трудно было в то время найти другое имя, которое пользовалось бы таким уважением и престижем в английском флоте, как имя Перси. Не говоря уже о той пользе, которую он принес своими работами в области артиллерийской техники, английское общество не могло забыть огромную пользы, которую Перси принес стране, как проповедник военно-морской идеи во флоте, энергично боровшийся с укоренившимся ранее мнением на стрельбу, как «досадную помеху для плавания». Последним его завещанием перед уходом со службы, высказанным в речи за обедом ассоциации торговых палат в Лондоне, был призыв не жалеть средств на учебные стрельбы, так как способность корабля попадать в цель есть высшее выражение идеи морской силы государства, конечная цель подготовки военного флота, для достижения которой экономия могла иметь самые пагубные последствия для Королевского британского флота. Есть и другое мнение о причинах отставки Перси, которое связано с «безумными тратами» на строительство подводных лодок, к которым многие в то время относились весьма скептически, но Перси уже на заре подводного флота говорил, что
«Подводные лодки и аэропланы произведут полную революцию в морском деле. Никакой флот не может скрыться от орлиного взора аэроплана, в то время как субмарина может атаковать невидимкой даже среди белого дня… Совершенно очевидно, что мы должны строить возможно большее количество аэропланов и подводных лодок и поменьше броненосцев и крейсеров. По моему мнению, как автомобиль постепенно вытесняет лошадь с наших улиц, так подводное судно постепенно вытеснит с морей суда надводные…»
Но в отставке Перси пробыл недолго. 28 июля 1914 года началась Первая мировая война, куда было втянуто и Соединённое королевство и он был призван в Адмиралтейство Уинстоном Черчиллем и лордом Джоном Арбетнотом Фишером. Его главной задачей во время войны по прежнему являлось повышение эффективности корабельной, береговой и зенитной артиллерии.
Перси Скотт, 1-й баронет умер 18 октября 1924 года в родном городе.